# 牧田久
牧田 久（まきた ひさし、1941年〈昭和16年〉8月22日 - ）は、日本の政治家。元徳島県美馬市長（3期）。

## 経歴
徳島県美馬市（旧美馬郡美馬町）出身。島根県立島根農科大学（現在の島根大学）卒業。1965年に徳島県庁に入り、その後、徳島県議会事務局長、県企画調整部長、企業局長、鳴門市助役などを経て、2005年（平成17年）に合併で誕生した美馬市の初代市長に当選。旧脇町長の佐藤浄を破って初当選した。2014年5月、全国簡易水道協議会会長に就任。
2016年4月1日、2006年6月から2014年6月までの8年間に公務の出張旅費を二重受給していたとして、市に約268万円を返還した。この問題で市民オンブズマンとくしまは4月26日、牧田を詐欺容疑で徳島県警に告発した。
2016年5月5日、美馬市の国道438号の三頭トンネルを自身が運転する乗用車で走行中、対向車と衝突する交通事故を起こし、重傷を負った。同事故では牧田の妻も負傷し、また対向車の軽乗用車からは2人の死者と2人の負傷者が出た。同年5月10日、自らが運転していた乗用車で起こした交通事故の責任を取る形で市長を辞職することを表明し、美馬市議会議長宛に退職申出書を提出、16日に市議会で辞職が認められた。
2016年5月25日早朝、5月5日の国道438号の三頭トンネルの交通事故で対向車に乗っていた重傷の77歳の男性が入院中の香川県善通寺市内の病院で死亡、同事故による死者は3人となった。同年9月1日、自動車運転処罰法違反（過失致死傷）の疑いで、徳島県警美馬警察署は書類送検した。同年12月22日、同罪で起訴された。2017年5月24日に徳島地方裁判所は禁錮4年6月（求刑:禁錮7年）の実刑判決を言い渡した。
その後、判決は確定し、服役。事故で死亡した夫婦の娘2人から約1億1200万円の損害賠償請求訴訟が提起され、2018年10月30日に東京地方裁判所立川支部（裁判官瀬戸茂峰）は約8000万円の支払いを命じた。

## 市長在任中の実績
- 2014年3月 - 美馬市庁舎の増築工事が完成。分庁舎方式の市役所機能を穴吹庁舎に一元化する。